# Henri Chadourne
Pour les articles homonymes, voir Chadourne.
Henri Chadourne, né le 4 novembre 1903 et mort le 4 novembre 1980, est un ancien homme politique français.
Médecin, membre du Parti communiste français, il est le maire de Limoges de septembre 1944 à mai 1945.
Dès le début de l’Occupation, Henri Chadourne participe activement à la Résistance. Il fait partie du comité médical de la Résistance.
Il est désigné membre du comité départemental et local de Libération, puis il fait partie de la délégation municipale en vertu de l'arrêté du 5 septembre 1944. La délégation l'élit maire de Limoges.
En mai 1945, il ne souhaite pas renouveler son mandat. Il meurt en 1980.